# Júlio Maciel
Júlio Barbosa Maciel (Baturité, 28 de abril de 1888 — Fortaleza, 8 de abril de 1967) foi magistrado e poeta brasileiro.

## Biografia
Filho de Raimundo Ferreira Maciel e de Emília Barbosa Maciel, era irmão do advogado e político Godofredo Maciel. Foi batizado em 21 de junho de 1888, na igreja matriz de Nossa Senhora da Palma, em Baturité, pelo padre Bernardino Ferreira Antero.
Bacharel em direito na Faculdade Livre de Direito do Rio de Janeiro, atuou como promotor público e juiz de direito. Em 1925 participou da eleição do jornal O Povo para a escolha do primeiro Príncipe dos Poetas Cearenses, mas foi derrotado pelo Padre Antônio Tomás. Publicou Terra Mártir (1918) e Poemas da Solidão (1943). Em Poemas Reunidos, de 1986, toda a sua obra foi republicada.
Ingressou na Academia Cearense de Letras por ocasião da primeira reorganização, em 8 de setembro de 1922, ocupando a cadeira 38. Em decorrência das reorganizações sofridas pela Associação Cearense de Letras, em 1930, e em 1951 ocupou, respectivamente, as cadeiras 24 e 28, cujo patrono é Mário da Silveira.